# Andreas Heymann
Pour les personnes ayant le même patronyme, voir Heymann.
Andreas Heymann, né le 26 décembre 1966 à Steinheidel-Erlabrunn, est un biathlète français d'origine allemande.

## Biographie
Aux Championnats du monde 1989, il est médaillé de bronze à la course par équipes avec la RDA, montant sur son premier podium international. Entre 1991 et 1997, Heymann n'est pas actif au niveau mondial mais revient pour pouvoir participer aux Jeux olympiques de Nagano en 1998. Il prolonge sa carrière sportive jusqu'en 2000.
Il a été le mari de la biathlète française Delphyne Burlet.

## Palmarès

### Jeux olympiques
| Épreuve / Édition           | Individuel | Sprint | Relais |
| Jeux olympiques 1998 Nagano | 57e        | 69e    | 7e     |

### Championnats du monde
| Épreuve / Édition                 | individuel                       | Sprint                           | Poursuite                        | Départ en masse                  | Relais                           | Course par équipes               |
| Mondiaux 1989 Feistritz           | -                                | -                                | Épreuve inexistante à cette date | Épreuve inexistante à cette date | -                                | Médaille de bronze, monde        |
| Mondiaux 1997 Osrblie             | 51e                              | -                                | -                                | Épreuve inexistante à cette date | -                                | 7e                               |
| Mondiaux 1998 Pokljuka Hochfilzen | Épreuve inexistante à cette date | Épreuve inexistante à cette date | -                                | Épreuve inexistante à cette date | Épreuve inexistante à cette date | 7e                               |
| Mondiaux 1999 Kontiolahti Oslo    | 68e                              | 55e                              | 40e                              | -                                | 12e                              | Épreuve inexistante à cette date |
| Mondiaux 2000 Oslo Lahti          | 58e                              | -                                | -                                | -                                | 10e                              | Épreuve inexistante à cette date |

Légende :

 : troisième place, médaille de bronze

 : épreuve inexistante à cette date

— : pas de participation à cette épreuve